# 紅白勢ぞろい!!オールスター芸能大会
『紅白勢ぞろい!!オールスター芸能大会』（こうはくせいぞろい!!オールスターげいのうたいかい）は、1973年8月21日に日本テレビ系列の『火曜スペシャル（第3期）』（火曜20:00 - 21:25）に放送された特別番組（歌謡番組）である。

## 概要
人気歌手16組が紅白に分かれて、歌を競う番組。「日本テレビ開局20周年記念番組」の一環として放送されたが、『芸能大会』とは言いつつも、内容はほとんど『NHK紅白歌合戦』（NHK）である。

## 司会
- 高橋圭三
- うつみみどり（現：宮土理）

## 審査員
- 田子の浦親方（出羽錦忠雄）
- 松田トシ（敏江）
- 岡崎友紀
- 塚田茂

## 応援
- ザ・ドリフターズ
- コント55号
- てんぷくトリオ
- ザ・デストロイヤー
- あのねのね

## 出演歌手と曲目
| 紅組         | 紅組         | 白組           | 白組           |
| 歌手名       | 曲目         | 歌手名         | 曲目           |
| ------------ | ------------ | -------------- | -------------- |
| 今陽子       | 夜明けの港   | フォーリーブス | ふたりの朝     |
| 森昌子       | 夕顔の雨     | 郷ひろみ       | 裸のビーナス   |
| 和田アキ子   | 悪い奴       | 野口五郎       | 君が美しすぎて |
| 奥村チヨ     | ひき汐       | 三善英史       | 遠い灯り       |
| 鮎川由美     | 明日もふたり | 森進一         | くちべに怨歌   |
| 天地真理     | 恋する夏の日 | 西城秀樹       | 情熱の嵐       |
| 山本リンダ   | 燃えつきそう | 井上順         | しあわせくん   |
| ちあきなおみ | 夜間飛行     | 森田健作       | さらば愛の日々 |

## 収録場所
- 東京・芝の「郵便貯金ホール」で行われた。